# Weibliche kosmetische Intimchirurgie

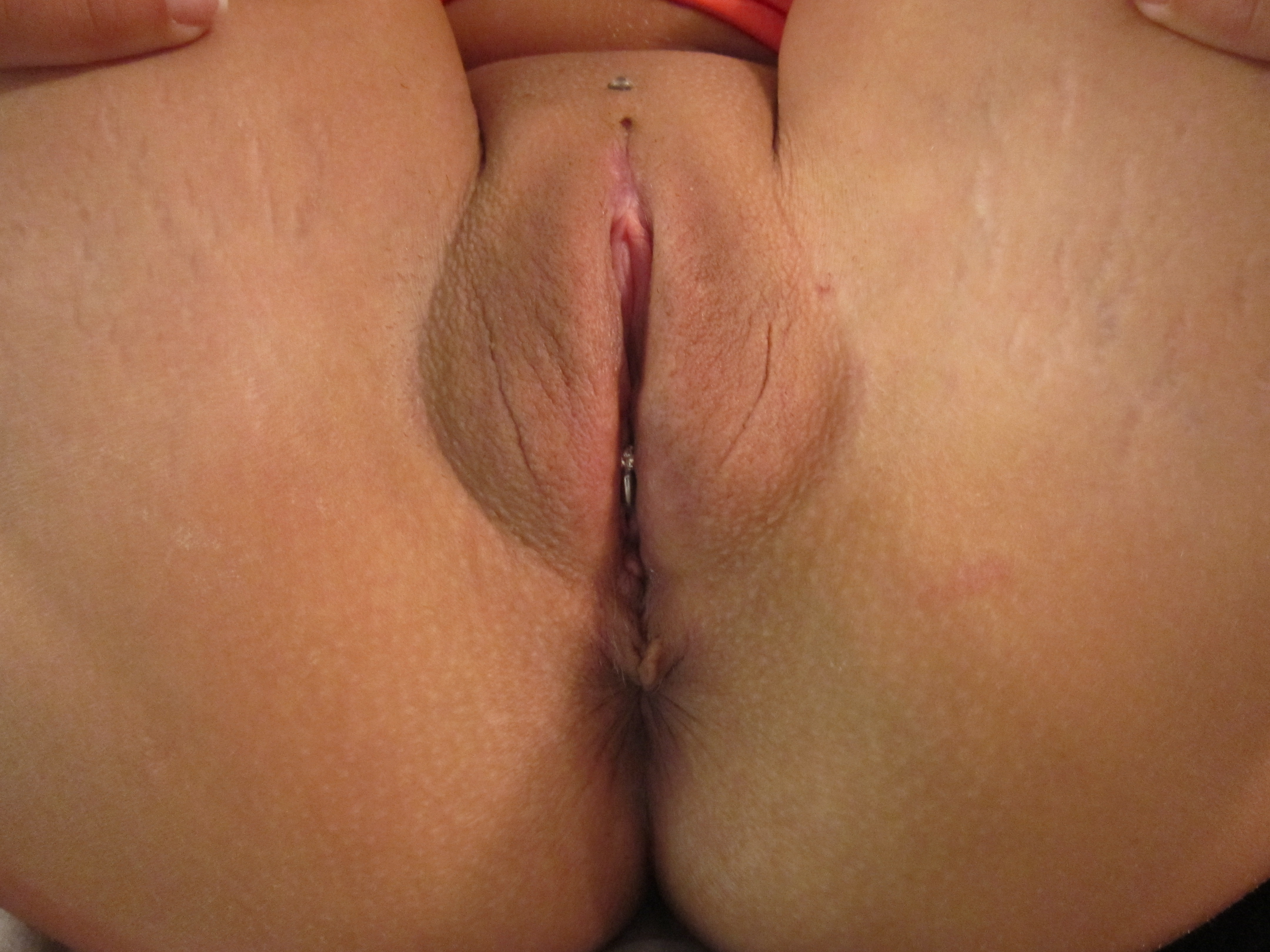
Weibliche kosmetische Intimchirurgie (Klitorisvorhautreduktion und Schamlippenverkleinerung): Klitorisvorhaut und innere Schamlippen wurden bei dieser Frau vollständig entfernt (mit Intimpiercings)

Weibliche kosmetische Intimchirurgie oder Kosmetische Chirurgie der weiblichen Genitalien (engl. female genital cosmetic surgery, abgekürzt FGCS) ist ein Oberbegriff in der medizinischen Fachsprache für plastisch-chirurgische Eingriffe, die das ästhetische Erscheinungsbild der Vulva angeblich verbessern sollen. Sie können somit als eine Form von Schönheitsoperationen verstanden werden. Der Begriff Designer Vagina wird umgangssprachlich oft für diese Art der Modifikation verwendet, obwohl bei den meisten Eingriffen die Schamlippen und die umgebenden Strukturen und nicht die Vagina selbst verändert werden.

## Hintergrund
Die Größe, Farbe und Form der Vulva variieren von Frau zu Frau erheblich und können sich durch Geburt, Alterung und andere Ereignisse verändern. Dennoch bestehen bei einigen Frauen bestimmte Vorstellungen bezüglich der Vulva: diese soll angeblich einen glatten vertikalen Schlitz bilden, ohne hervorstehende Strukturen durch innere Schamlippen oder Klitorisvorhaut, sowie frei von Schamhaaren sein.
Neben ästhetischen Überlegungen können auch funktionelle Aspekte eine Rolle spielen, d. h. die Verbesserung der sexuellen Reizbarkeit oder die Verringerung von Reizungen durch Reibung. Die anatomischen Strukturen, die am häufigsten verändert werden, sind die inneren Schamlippen und die Klitorisvorhaut. Aber auch die großen Schamlippen, die Vagina, der Damm und der Venushügel werden behandelt. Falls der Eingriff nicht medizinisch indizierten, sondern rein ästhetischen oder sexuellen Gründen dient, ist bei unter 16-jährigen die Einwilligung der Erziehungsberechtigten erforderlich.
Kliniker nennen als häufiges Motiv der Patientinnen die Unwissenheit und Unsicherheit über die natürliche Variationsbreite bei den weiblichen Genitalien. Anbieter propagieren die chirurgischen Eingriffe als Mittel zur Verbesserung des Lustempfindens. Die Risiken werden oft bagatellisiert. Die Verkleinerung der Labien wird meist als „kleiner Eingriff“ dargestellt. Komplikationen können jedoch schwerwiegende Funktions- und Empfindungseinschränkungen zur Folge haben. Für nachhaltige psychische oder funktionelle Verbesserungen gibt es laut Ärzteblatt (März 2010) keine wissenschaftlichen Nachweise (siehe auch Klitoris#Innervation).

## Arten von Verfahren

### Labioplastik
Als Labioplastik oder Schamlippenplastik wird meist die Verkleinerung der inneren Schamlippen bezeichnet. Dies kann durch verschiedene Operationstechniken erreicht werden. Obwohl diese Operation meist rein ästhetisch motiviert ist, können in einigen Fällen auch lange innere Schamlippen funktionell beeinträchtigt sein. Eine Verkleinerung der großen Schamlippen wird seltener durchgeführt.

### Klitorisvorhautreduktion

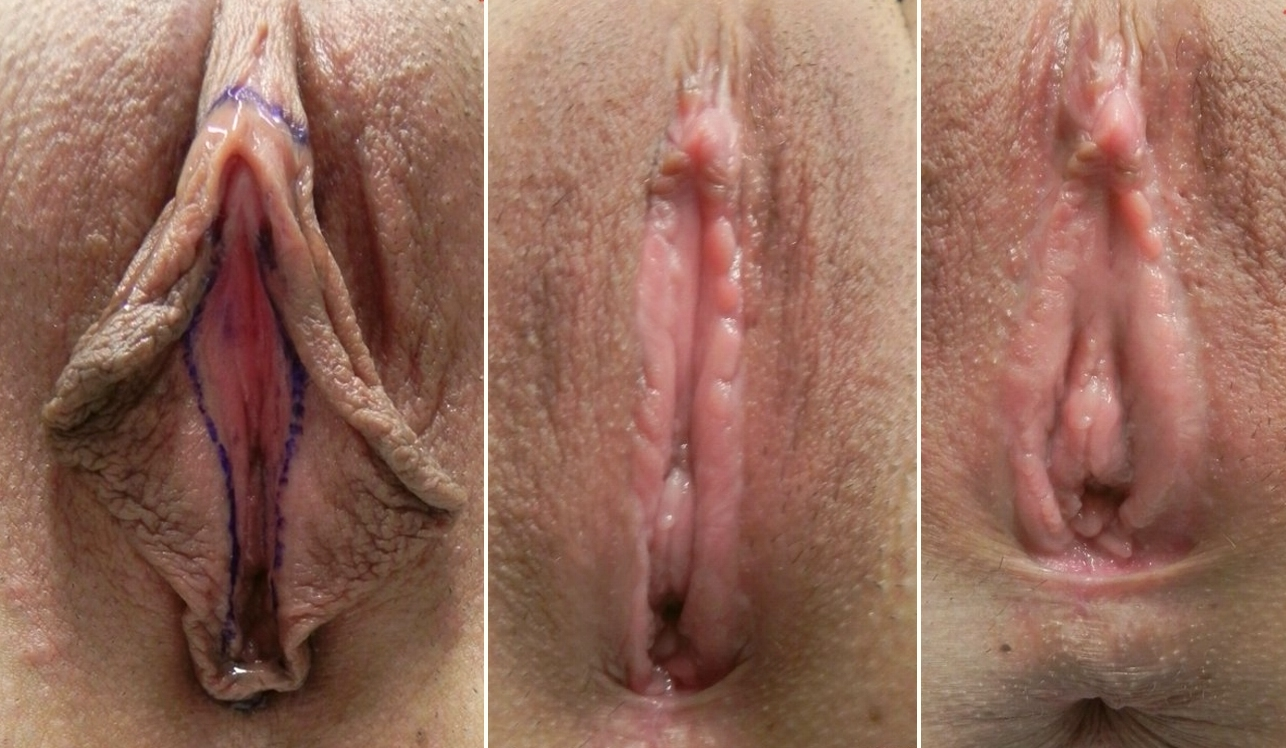
Schamlippenverkleinerung und Klitorisvorhautreduktion: vor (links) und nach (Mitte und rechts) der kosmetisch motivierten Entfernung der Klitorisvorhaut und der inneren Schamlippen

Unter Klitorisvorhautreduktion versteht man die Straffung, Verkürzung oder Entfernung der Klitorisvorhaut. Dies wird oft zusammen mit einer Schamlippenplastik der kleinen Schamlippen durchgeführt, um ein einheitliches Erscheinungsbild zu schaffen. Darüber hinaus kann die daraus resultierende Freilegung der Klitoris die Stimulationsfähigkeit und damit die sexuelle Lust bei manchen Frauen erhöhen.

### Vaginoplastik
Die elektive Vaginoplastik (engl. vaginal rejuvenation) ist ein Verfahren zur Stärkung und Straffung der Vagina und zur Verengung des Scheidenvorhofs (Vestibulum vaginae).

### Venushügelkorrektur
Venushügelkorrektur (engl. monsplasty) bezeichnet Verfahren zur Straffung oder Verkleinerung des Venushügel (Mons pubis) mittels Hautstraffung oder Fettabsaugung, wenn dieser groß ausgebildet oder durch Übergewicht, Gewichtsschwankungen oder Alterung erschlafft ist.